# Đồng (màu)
 #B87333 
Màu đồng là màu nâu ánh đỏ, giống như màu của đồng kim loại.

## Tọa độ màu
```
Số Hex
 = #B87333

RGB
  (r, g, b) = (184, 115, 51)

CMYK
 (c, m, y, k)  = (28, 55, 80, 0)
```